# Blinky Bill (Fernsehserie)
Blinky Bill ist eine australische Zeichentrickserie von Yoram Gross für Kinder über einen kleinen Koala, der mit seinen Freunden zahlreiche Abenteuer erlebt. Sie basiert auf den gleichnamigen Büchern von Dorothy Wall. In Deutschland wurde sie erstmals im September 1994 auf Das Erste ausgestrahlt. Es folgten weitere Ausstrahlungen der Serie in den verschiedenen dritten Programme der ARD und später auch im KiKA. Die Serie lief auch im Käpt’n Blaubär Club. 2016 entstand eine Neuverfilmung unter dem Titel Die unglaublichen Abenteuer von Blinky Bill.

## Hintergründe
Blinky Bill basiert auf den Büchern der australischen Schriftstellerin Dorothy Wall aus den 1930er Jahren. Die Original-Buchtitel lauten Blinky Bill, Blinky Bill and Nutsy und Blinky Bill Grows Up.
Zunächst entstand 1990 der Zeichentrickfilm Blinky Bill – Der Film (Blinky Bill: The Mischievous Koala) unter Regie und nach dem Buch von Yoram Gross. 1993 folgte die Serie. Im Gegensatz zur Serie, wo die Hintergründe gezeichnet sind, sieht man im Film reale Landschaften. Als die Figur Anfang der 1990er Jahre als Trickfilmfigur aufkam, wurde Blinky Bill weltbekannt.
Neben der Serie gibt es noch zwei Langfilme zur Figur Blinky Bill: Blinky Bill’s Weiße Weihnacht und Blinky Bill.

## Synchronisation

### Blinky Bill (1993–1995)
| Rolle              | Englischer Sprecher | Deutscher Sprecher |
| ------------------ | ------------------- | ------------------ |
| Blinky Bill        | Robyn Moore         | Frauke Poolman     |
| Nutsy              | Robyn Moore         | Michaela Kametz    |
| Seyril             | Unbekannt           | Rolf Berg          |
| Marcia             | Robyn Moore         | Katja Liebing      |
| Flap               | Keith Scott         | Vittorio Alfieri   |
| Splodge            | Keith Scott         | Karlheinz Tafel    |
| Mr. „Wombo“ Wombat | Keith Scott         | Bert Franzke       |
| Danny Dingo        | Keith Scott         | Fabian Körner      |

### Blinky Bill (2004)
Die Synchronfassung der dritten Staffel entstand bei EuroSync in Berlin. Die Sprachaufnahmen leitete Gerhard Graf, der auch das Skript adaptierte.
| Rolle       | Deutscher Sprecher    |
| ----------- | --------------------- |
| Blinky Bill | Ilona Brokowski       |
| Nutsy       | Giuliana Jakobeit     |
| Mr. Wombat  | Bert Franzke          |
| Flap        | Wanja Gerick          |
| Löwe        | Tilo Schmitz          |
| Ming Ming   | Katrin Zimmermann     |
| JoJo        | Santiago Ziesmer      |
| Tuka        | Gerald Schaale        |
| Penelope    | Sonja Spuhl           |
| Basel       | Hans-Werner Bussinger |